# 紅豆草

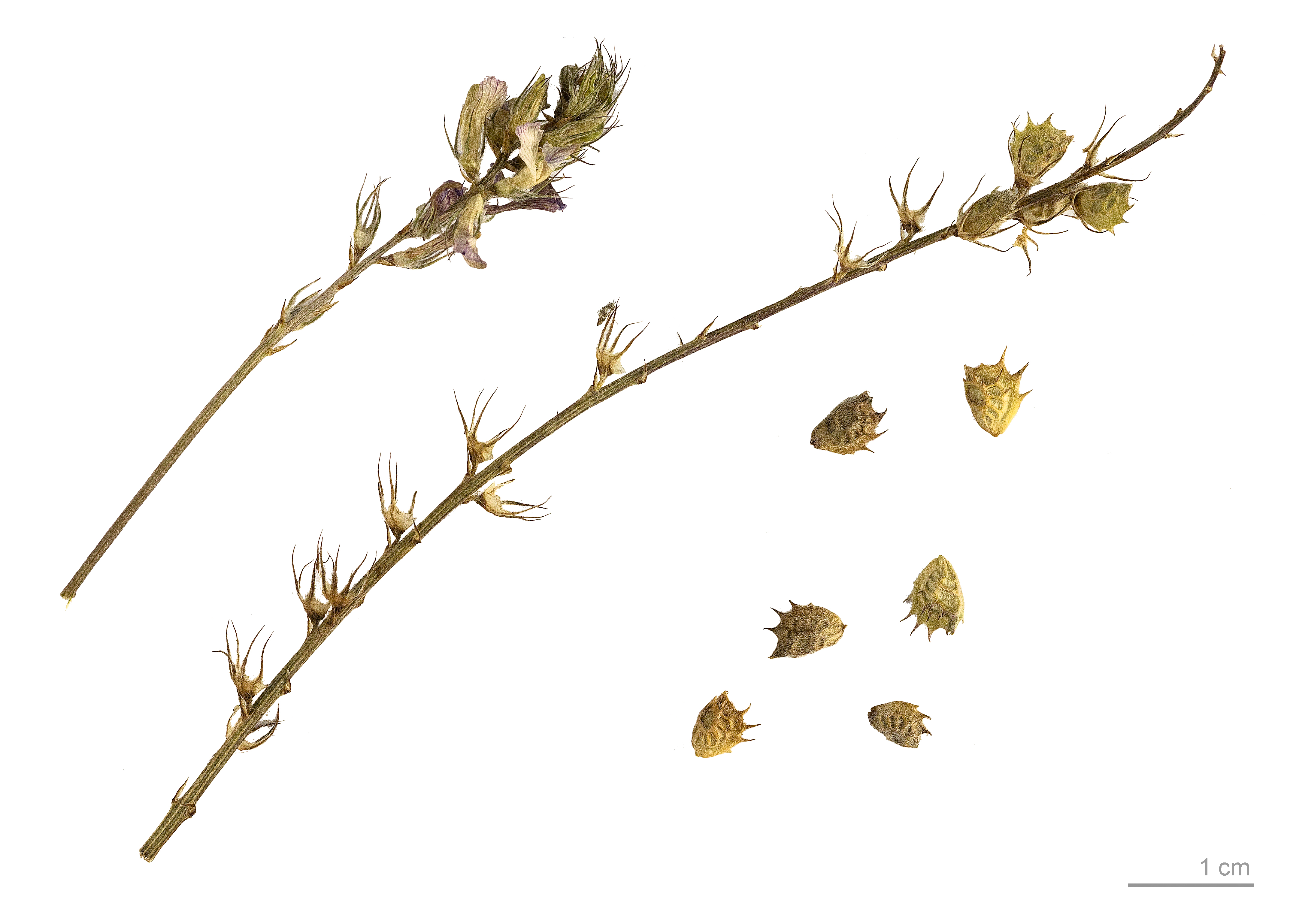
Onobrychis argentea

紅豆草（英文：Sainfoin），又稱驢喜豆（Onobrychis），屬於豆科植物。特徵為長有淡粉紅的花朵和彎曲的莢。為亞洲歐洲四季中亦能不斷開花的草本植物。紅豆草適合在不列顛和北美洲草原的鈣質土壤生長。歐亞的紅豆草植物群有23個種類。
紅豆草生產大量蜂蜜，對蜜蜂來說是高度滋補的植物；同時因為紅豆草有豐富的單寧酸，這物質可保護蛋白質在動物瘤胃內免受水解，協助蛋白質在皺胃中吸收，因此被視作一款重要的飼料作物。
紅豆草有一條深入的主根，因此對乾旱具有相當程度的抵抗性，但紅豆草的獨特效用並不持久，所以不是主要的動物飼料。
- 花期：6月至9月。
- 生長：草原，耕地，廢墟，生長遠至歐洲的遠北部和瑞典南部。
- 葉子：羽狀葉，6至14對，長方形對線性。

这种植物分布于西欧奥地利、瑞士和德国等地。在苏联，其野生种分布于波罗的海沿岸。